# Bernard Paget

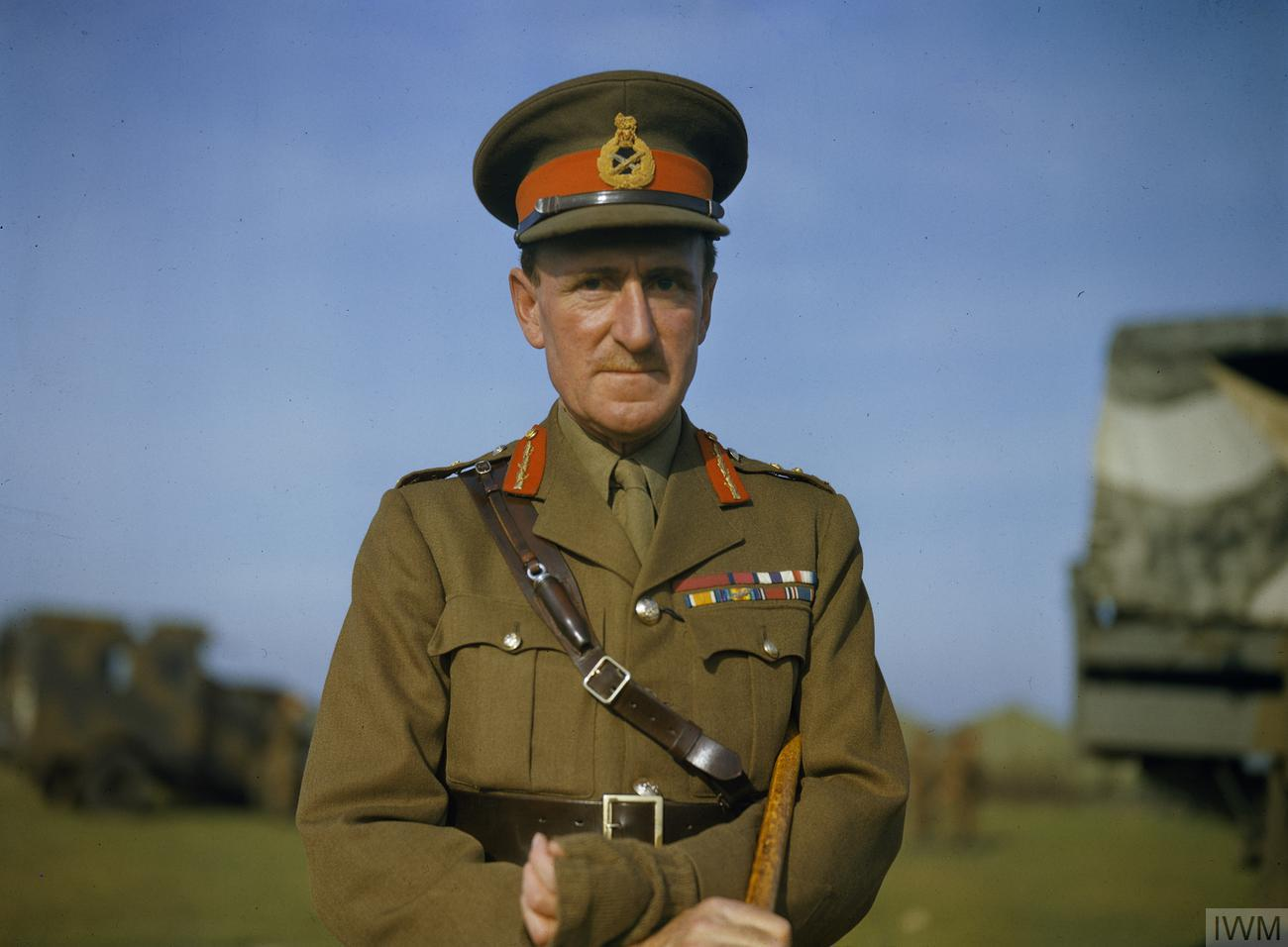
Sir Bernard Paget, 1942

Sir Bernard Charles Tolver Paget GCB, DSO, MC (* 15. September 1887 in Oxford; † 16. Februar 1961 in Petersfield, Hampshire) war ein britischer General.

## Ausbildung und Familie
Er war der dritte Sohn des anglikanischen Theologen Rt. Rev. Francis Paget (1851–1911), der von 1901 bis 1911 Bischof von Oxford war, aus dessen Ehe mit Helen Beatrice Church († 1900). Väterlicherseits war er ein Enkel des Chirurgen Sir James Paget, 1. Baronet. Seine Ausbildung erhielt Paget an der Shrewsbury School und am Royal Military College, Sandhurst, das er zwischen 1905 und 1907 besuchte. Am 7. Februar 1918 heiratete er in London seine Cousine Winifred Norah Paget (1896–1986), Tochter des Sir John Paget, 2. Baronet (1848–1938). Mit ihr hatte er zwei Söhne. Sein jüngerer Sohn, Anthony Francis Macleod Paget (1924–1945) fiel 1945 während der Schlacht im Reichswald. Sein älterer Sohn Sir Julian Tolver Paget, 4. Baronet (1921–2016) diente 27 Jahre bei den Coldstream Guards, wurde Militärhistoriker und wurde 1972 zum Gentleman Usher ernannt.

## Militärische Karriere

Sir Bernard Paget, 1942

Nach Abschluss seiner Ausbildung trat er im November 1907 als Second Lieutenant der Oxfordshire and Buckinghamshire Light Infantry in die British Army ein. 1910 wurde er zum Lieutenant befördert. Nach Ausbruch des Ersten Weltkriegs wurde er im September 1914 in den temporären Rang eines Captain erhoben und im Mai 1915 nach Frankreich versetzt. Im November 1915 desselben Jahres wurde ihm das Military Cross verliehen. Zudem wurde er im Januar 1918 als Companion des Distinguished Service Order ausgezeichnet. Während des Krieges wurde er insgesamt vier Mal mentioned in dispatches ausgezeichnet und fünf Mal verwundet. Nachdem er 1917 zum Brevet-Major befördert worden war, stieg er 1924 zum Major und ein Jahr später zum Brevet-Lieutenant-Colonel auf. 1930 übernahm er das Kommando über die Cowley Barracks in Oxford und erhielt 1932 den Rang eines Colonel. Zwischen 1932 und 1934 unterrichtete er am Staff College in Quetta. Zwischen 1936 und 1937 übernahm er das Kommando über die 4th Indian Infantry Brigade und wurde dort im Februar 1937 in den temporären Rang eines Brigadier und im Dezember 1937 zum Major-General befördert.
Er leitete zwischen 1938 und 1939 das Staff College Camberley. Im November 1939 übernahm er das Kommando über die 18th Infantry Division, das er bis 1940 innehatte. Im Mai 1940 befehligte er die britischen Truppen beim Rückzug aus Åndalsnes und wurde im Juni 1940 in den temporären und im September 1940 in den permanenten Rang eines Lieutenant-General befördert. Im Dezember 1941 wurde er in den temporären und im Juli 1943 in den permanenten Rang eines General befördert. Von Juni 1943 bis Dezember 1943 war er Oberbefehlshaber der 21st Army Group. Im Januar 1944 übernahm er das Middle East Command in Kairo. Im Oktober 1946 gab er das Kommando ab und trat in den Ruhestand. Von 1946 bis 1955 amtierte Paget als Colonel of the Regiment der Oxfordshire and Buckinghamshire Light Infantry und von 1949 bis 1956 als Gouverneur des Royal Hospital Chelsea. Im März 1960 bekleidete er kurzfristig das Amt des Deputy Lieutenant von Hampshire.

## Auszeichnungen (Auswahl)
Neben seinen Auszeichnungen, die er im Ersten Weltkrieg erhalten hatte, wurde Paget 1941 als Knight Commander des Order of the Bath in den persönlichen Adelsstand erhoben. Daneben wurde er in den polnischen Orden Polonia Restituta, den belgischen Leopoldsorden und den norwegischen Sankt-Olav-Orden aufgenommen.